# Størfamilien
Størfamilien er en familie af strålefinnede fisk med 4 slægter og ca. 25 arter. Størerne er udbredte på den nordlige halvkugle. De er enten ferskvandsfisk eller vandrefisk som lever i salt- eller brakvand og gyder i ferskvand.
Det er en af de ældste nulevende grupper af benfisk. Der kendes fossiler som er ca. 200 millioner år gamle, og som ligner de nulevende arter. Derfor omtales størerne nogle gange som "levende fossiler".
Stører har en hajagtig form. Deres hales øvre flig er længere end den nedre. Kroppen er beklædt med fem rækker af benplader. Munden sidder på hovedets underside og har ingen tænder. Den kan skydes frem så den danner et rør. Under snuden sidder fire skægtråde.
I Danmark er følgende arter naturligt hjemmehørende, men ikke ynglende:
- Europæisk stør (Acipenser sturio)
- Vestatlantisk stør (Acipenser oxyrinchus)

Arter som er truffet i Danmark på grund af udsætninger og udslip, er bl.a.:
- Sibirisk stør (Acipenser baerii)
- Diamantstør (Acipenser gueldenstaedtii)
- Stjernestør (Acipenser stellatus)
- Belugastør (Huso huso)
- Sterlet (Acipenser ruthenus)

Mange størarter er udryddelsestruede. Der er 27 arter af stør på IUCN's Rødliste, og af dem er 63 % kategoriseret som kritisk truede, som er rødlistens højeste trusselskategori. Fire arter er nu muligvis uddøde. Bestandene er stærkt reducerede på grund af overfiskning. Især er størens ubefrugtede æg, kaldet kaviar, meget eftertragtede. Kaviar fra belugastør kan sælges for op til $10.000 pr. kg. Ødelæggelse af habitater bl.a. i regionen omkring Det Kaspiske Hav er også en medvirkende årsag, ligesom opførelse af dæmninger over floder i Europa, Asien og Nordamerika gennem det sidste århundrede har også afskåret mange stører fra deres ynglepladser. Stører kan leve i op til 100 år, og yngler ikke hvert år, så det vil tage mange år at genoprette bestandene.